# Banco de Crédito Social Cooperativo
El Banco de Crédito Social Cooperativo, S.A. (BCC) es un banco español, con sede central en Madrid, constituido el 28 de abril de 2014 por 32 cajas rurales españolas.
A 31 de diciembre de 2024, los activos de BCC/Grupo Cajamar eran de 62.204 millones de euros, siendo la novena entidad financiera española por volumen de activos. Esa misma fecha, contaba con 976 oficinas y 5.062 empleados.
Las 32 cajas rurales que decidieron crear el BCC y se convirtieron en sus primeras entidades accionistas fueron: Cajamar Caja Rural, Caixa Rural Torrent, Caixa Rural de Vila-real, Caixaltea, Caixa Rural Burriana, Caixa Rural Nules, Caixacallosa, Caixapetrer, Caixaalqueries, Caixa Rural San Vicent Ferrer de Vall d'Uixó, Caja Rural de Cheste, Caixa Rural d'Alginet, Caja Rural de Villar, Caixaturís, Caixa Rural Vilavella, Caixa Albalat, Caixa Rural de Almenara, Caixa Rural Vilafamés, Caixa Rural Xilxes, Caja Rural de Almendralejo, Caja Rural de Utrera, Caja Rural de Baena, Caja Rural de Cañete de las Torres, Caja Rural de Nueva Carteya, Caja Rural de Adamuz, Caja Rural de Castilla-La Mancha, Caixa Guissona, Caixa Almassora, Caixa Rural La Vall, Caixa Benicarló, Caixa Rural Les Coves y Caixa Vinaròs.
La actividad financiera se orienta al servicio de todos los sectores económicos y de población, atendiendo las necesidades y demandas de financiación, ahorro e inversión de los socios y clientes de sus cajas rurales accionistas, realizando toda clase de actividades, operaciones y servicios propios del negocio de banca en general, sin olvidar las necesidades de financiación, ahorro e inversión de la economía familiar, de los profesionales y autónomos y de la pequeña y mediana empresa. Además, dedica una atención especial a los sectores productivos locales, a la economía social y en especial al sector agroalimentario. 
Como cabecera del Grupo Cooperativo Cajamar, sus objetivos se basan en la mejora del servicio a sus clientes, el establecimiento de políticas comunes, la estabilidad financiera de las entidades que lo integran, la representación ante los organismos reguladores, y el mejor cumplimiento de los objetivos de negocio y de las exigencias normativas. De esta manera, el BCC continúa con la trayectoria y forma de hacer que ha situado al Grupo Cooperativo Cajamar como el primer grupo cooperativo de crédito español. 
La realidad de este compromiso, junto a una adecuada estrategia de diversificación, crecimiento y expansión ha hecho que el BCC sea considerado una entidad innovadora, eficiente y emprendedora, con un modelo de gestión multicanal que combina las tecnologías más avanzadas y la atención personal y directa a través de la red de oficinas del Grupo Cooperativo Cajamar.

## Relación con el Grupo Cooperativo Cajamar
El Banco de Crédito Cooperativo ha asumido la condición de entidad cabecera del Grupo Cooperativo Cajamar y por tanto la dirección y representación del mismo.
El Grupo Cooperativo Cajamar está formado por 19 entidades: el Banco de Crédito Cooperativo y 18 cajas rurales (Cajamar Caja Rural, Caixa Rural Torrent, Caixa Rural de Vila-real, Caixaltea, Caixa Rural Burriana, Caixa Rural Nules, Caixacallosa, Caixapetrer, Caixaalqueries, Caixa Rural San Vicent Ferrer de Vall d'Uixó, Caja Rural de Cheste, Caixa Rural d'Alginet, Caja Rural de Villar, Caixaturís, Caixa Rural Vilavella, Caixa Rural de Almenara, Caixa Rural Vilafamés, Caixa Rural Xilxes). Estas entidades cuentan con 1,6 millones de socios y dan servicio a 3,7 millones de clientes (dic 2022).
El Grupo Cooperativo Cajamar es un grupo consolidable de entidades de crédito calificado como Sistema Institucional de Protección (SIP) por el Banco de España, del cual el BCC es la entidad cabecera.